# Copa Internacional LNTS Sub-16 de 2019
A Copa Internacional LNTS Sub-16 de 2019 foi a segunda edição desta competição organizada pelo Desportivo Brasil, parceiro estratégico do clube chinês Shandong Luneng.

## Primeira fase
Na primeira fase, os participantes foram divididos em dois grupos de quatro clubes cada. Após confrontos de turno e returno entre os adversários de dentro do grupo, os dois melhores classificaram-se para a fase final do torneio, denominada de Série Ouro, enquanto isso os terceiros e quartos colocados disputam a Série Prata.

### Grupo 1
Resultados

### Grupo 2
Resultados

## Fase final

### Série ouro
São Paulo e Red Bull Brasil classificaram-se para a decisão ao eliminar Corinthians e Barueri, respectivamente. Posteriormente, o Corinthians goleou o Barueri, terminando o torneio na terceira colocação.
A final estava marcada para ser disputada no Estádio do Pacaembu em 25 de junho; contudo, cancelou-se por causa da impossibilidade do uso do estádio, devido a uma determinação do Comitê Local da Copa América. No dia 28 de junho, o Red Bull Brasil venceu o São Paulo e conquistou o bicampeonato.
|  | Semifinais            | Semifinais          |   |                                  | Final                            | Final |  |
|  |                       |                     |   |                                  |                                  |       |  |
|  | Jarinu, 18 de junho   |                     |   |                                  |                                  |       |  |
|  | São Paulo             | 1                   |   |                                  |                                  |       |  |
|  | Corinthians           | 0                   |   |                                  |                                  |       |  |
|  |                       |                     |   |                                  |                                  |       |  |
|  |                       |                     |   |                                  | Ernesto Rocco, 28 de junho       |       |  |
|  |                       |                     |   |                                  | São Paulo                        | 2     |  |
|  |                       | Red Bull Brasil     | 3 |                                  |                                  |       |  |
|  |                       |                     |   |                                  |                                  |       |  |
|  |                       |                     |   |                                  |                                  |       |  |
|  |                       |                     |   |                                  | Terceiro lugar                   |       |  |
|  | Jarinu, 19 de junho   | Jarinu, 19 de junho |   | Estádio do Pacaembu, 24 de junho | Estádio do Pacaembu, 24 de junho |       |  |
|  | Red Bull Brasil (pen) | 0 (7)               |   | Corinthians                      | 6                                |       |  |
|  | Barueri               | 0 (6)               |   |                                  | Barueri                          | 0     |  |

### Série prata
A Ferroviária classificou-se para a decisão ao vencer o São Bernardo, enquanto que o Palmeiras goleou o Shandong Luneng. Na decisão, a equipe da capital triunfou por 2 a 1 e conquistou o título, enquanto que o Shandong Luneng venceu a disputa do terceiro lugar.
|  | Semifinais                 | Semifinais                 |   |                            | Final                            | Final |  |
|  |                            |                            |   |                            |                                  |       |  |
|  | Ernesto Rocco, 19 de junho |                            |   |                            |                                  |       |  |
|  | Shandong Luneng            | 0                          |   |                            |                                  |       |  |
|  | Palmeiras                  | 8                          |   |                            |                                  |       |  |
|  |                            |                            |   |                            |                                  |       |  |
|  |                            |                            |   |                            | Estádio do Pacaembu, 24 de junho |       |  |
|  |                            |                            |   |                            | Palmeiras                        | 2     |  |
|  |                            | Ferroviária                | 1 |                            |                                  |       |  |
|  |                            |                            |   |                            |                                  |       |  |
|  |                            |                            |   |                            |                                  |       |  |
|  |                            |                            |   |                            | Terceiro lugar                   |       |  |
|  | Ernesto Rocco, 19 de junho | Ernesto Rocco, 19 de junho |   | Ernesto Rocco, 28 de junho | Ernesto Rocco, 28 de junho       |       |  |
|  | Ferroviária                | 3                          |   | Shandong Luneng            | 2                                |       |  |
|  | São Bernardo               | 0                          |   |                            | São Bernardo                     | 0     |  |

## Premiação
| Copa Internacional LNTS Sub-16 de 2019 |
| -------------------------------------- |
| Red Bull Brasil Campeão (2..º título)  |

| Série prata                     |
| ------------------------------- |
| Palmeiras Campeão (1..º título) |